# 郭络罗氏 (允禩)
郭络罗氏（1680年代—1726年），清朝福晋，康熙帝第八子允禩之妻。和硕额驸明尚之女，安亲王岳樂外孙女。

## 生平
生母爱新觉罗氏（1659年—1684年）是安亲王岳樂和侧福晋吴喇汉哲尔门氏之女。由于母亲早逝，郭络罗氏养于外祖父安親王府中。外祖父的正室、即嫡外祖母赫舍里氏是辅政大臣之首，文忠公索尼之女，孝誠仁皇后的姑姑。外祖父逝世后，郭络罗氏仍生活于安王府中。她与允禩的初定婚宴，即是在安親王府举行。这是她与康熙帝其他皇子福晋出身的最大不同。中國社會科學院歷史研究所學者杨珍推论定婚宴的时间在康熙三十六年（1697年）的某月二十日。康熙三十七年（1698年），十八岁的允禩封和硕贝勒。同年，郭络罗氏与他正式完婚。
婚后最初的几年，郭络罗氏与允禩生活于紫禁城中，后迁居于八贝勒府。八贝勒府靠近柏林寺，与四贝勒府（即后来的雍亲王府、雍和宫）毗邻。当时王府事项均由她做主，允禩则颇为惧内。郭络罗氏未生育子女，允禩其她妾室仅生育一子一女。學者杨珍认为允禩妾室、子女的数量在康熙帝诸子中皆最少的情况，可能是造成郭络罗氏名声不佳的客观原因。在郭络罗氏的主张下，允禩将何焯幼女收养于府中。而这种私下的收养行为，与清朝皇族在收养子女方面的常规相违背，日后亦成为允禩的罪证。
康熙朝末年，政局纷乱，太子允礽二度被废。郭络罗氏的母家和丈夫允禩积极参与储君之争。其舅舅景熙首告，是太子允礽二度被废的起因。景熙是郭络罗氏嫡外祖母赫舍里氏的儿子，孝诚仁皇后的表弟，皇太子胤礽的表舅。丈夫允禩亦曾是太子之位有力的竞争者，因生母及外祖家身份低微，最终未能继承帝位。1722年末，康熙帝逝世，雍正帝继位。不久，丈夫允禩获封亲王，实则处境更为凶险。郭络罗氏的母家向她贺喜，她却道“何喜之有。不知陨首何日？”雍正帝屡降严谕，又令皇后乌拉那拉氏当面开导她。期间，与廉亲王府相邻的雍亲王府，因潜邸之故，升为雍和宫。雍正二年（1724年）五月，允禩请求移居。雍正帝将废安亲王府的空府给了他。
雍正四年（1726年）正月辛酉，雍正帝以“残刻”之罪名，革去郭络罗氏的福晉头衔，休回外家并严加看守，不准对外传递消息。同时要求允禩“痛改其恶。实心效力。朕自有加恩之处。若因逐回伊妻，怀怨于心。故意托病，不肯行走。必将伊妻处死。伊子亦必治以重罪。”《永宪录》所记，郭络罗氏“毫无畏惧。忿然而去”。杨珍则指出，雍正帝称康熙帝在戊子年（康熙四十七年，1708年）指“允禩之妻残刻、皆染伊外家安郡王恶乱之习。几致允禩绝嗣。伊妻闻之恐惧、方容允禩收女婢一二人。仅生一子一女。”与允禩子女出生于1708年的时间矛盾。
郭络罗氏被休弃后，婢女白哥劝允禩向雍正帝谢罪，允禩愤然回答到“我丈夫也。岂因妻室之故而求人乎。”同年，雍正帝将允禩、允禟废为庶人。郭络罗氏的“强悍”、“不守妇道”亦成为允禩的罪名。
《永宪录》所记，最终雍正帝令郭络罗氏自尽，并挫骨扬灰。或称以庶人礼安葬。永憲錄的作者萧奭认为“非邸抄之讹。则宗人府议罪如是耳。”

## 影視形象
| 影視作品           | 飾演的演員 | 劇中名稱    |
| 2011年《宮鎖心玉》 | 杨幂       | 洛晴川      |
| 2011年《步步驚心》 | 石筱群     | 郭絡羅·明慧 |

## 备注
1. ↑  清代玉牒《愛新覺羅宗譜》中所记录的亲王妾室，如侧福晋、侍妾等，通常是生育子女者。侧福晋之下未有生育者，通常不被记录。
2. ↑  此语或可理解为允禩所说，《永宪录·卷四》的记载略有差异。“伊妻之母家未贺封王。反谓有何喜处。不知何日陨【骨】【[首]】。”